# Crassula cultrata
Crassula cultrata är en fetbladsväxtart som beskrevs av Carl von Linné. Crassula cultrata ingår i släktet krassulor, och familjen fetbladsväxter. Inga underarter finns listade i Catalogue of Life.

## Bildgalleri

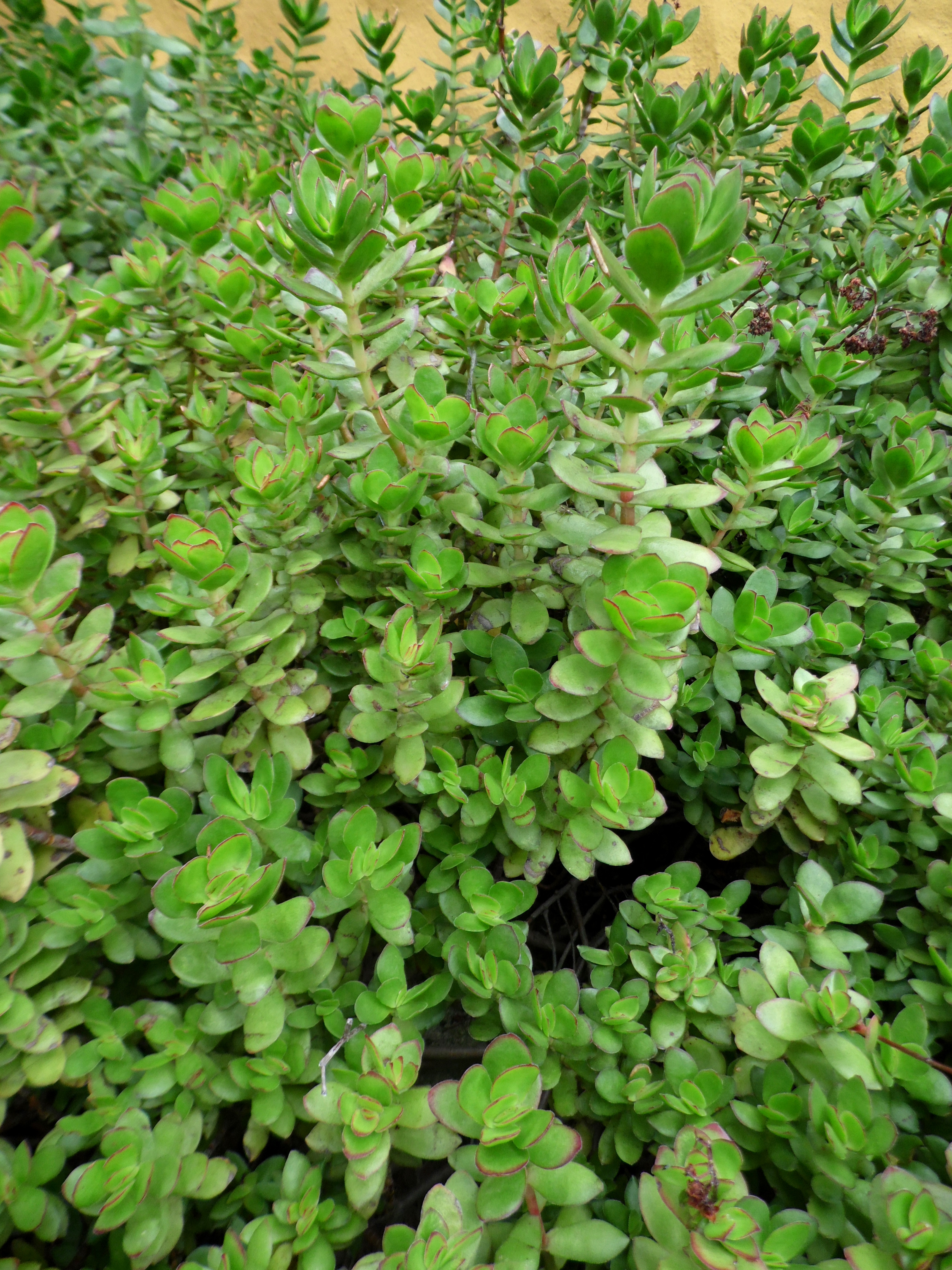
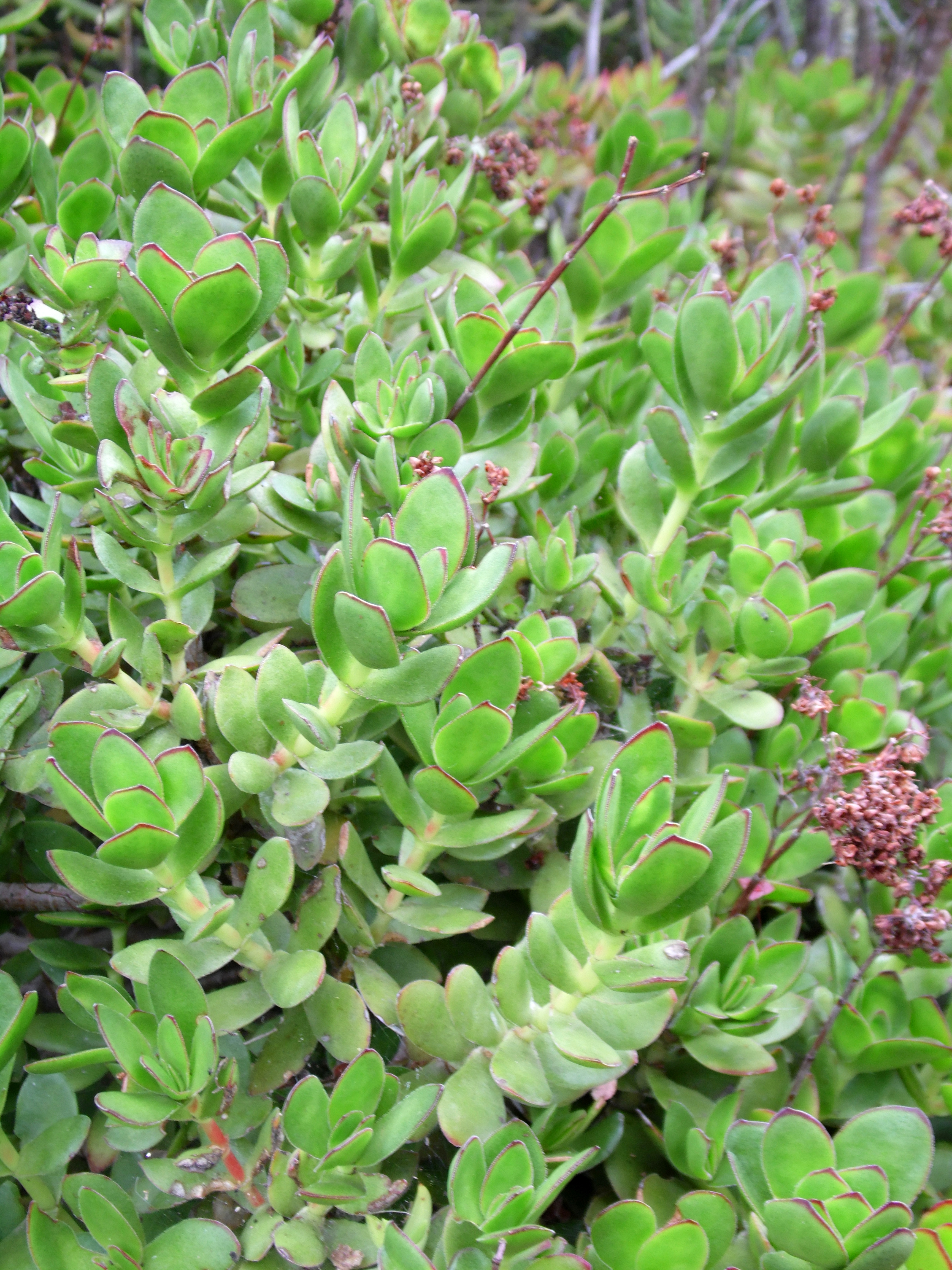